# Ernst Heinrich Ehlers
Ernst Heinrich Ehlers (1835-1925) est un zoologiste allemand.

## Publications
- (de) Ehlers, E. H. (1864). Die Borstenwürmer (Annelida Chaetopoda) nach systematischen und anatomischen Untersuchungen dargestellt.(lien).